# (4155) Watanabe
(4155) Watanabe es un asteroide perteneciente al cinturón de asteroides, descubierto el 25 de octubre de 1987 por Seiji Ueda y el astrónomo Hiroshi Kaneda desde el Kushiro Marsh Observatory, Hokkaido, Japón.

## Designación y nombre
Designado provisionalmente como 1987 UB1. Fue nombrado Watanabe en honor al astrónomo japonés Kazuro Watanabe.